# Nikifor Krynicki
Nikifor Krynicki (25. května 1895 Krynica Zdrój – 10. října 1968 Folusz), vlastním jménem Epifaniusz Drowniak, byl rusínský (łemkovský) naivní malíř, který tvořil v polských lázních Krynica Zdrój.

## Biografie
Téměř celý život žil nedoceněný o samotě a v bídě, v zajetí psychické choroby. Jeho díla došla ocenění až ke konci jeho života a dnes je pokládán za jednoho z nejvýznamnějších naivních malířů. V centru města Krynica Zdrój bylo zřízeno muzeum Nikiforových prací.
Totožnost Nikifora Krynického byla úředně vytvořena až v roce 1962, kdy byl soudně do matriky zapsán s fiktivními údaji na žádost předsedy Městské národní rady v Krynici. Epifaniusz Drowniak přijal občanský průkaz na fiktivní jméno Krynicki zřejmě v obavě před možnými represemi úřadů. Podepisoval se vždy jako Nikifor, Netyfor nebo Matejko.
Nikiforův talent se projevil hlavně v jeho tvorbě malých obrázků, na krajích sešitů a na útržcích papírů, na které maloval autoportréty, náboženská témata a obrazy z Krynice. Za svůj velmi plodný život namalovat několik desítek tisíc kreseb a obrazů.
Poslední léta Nikiforova života se stala námětem pro film polského režiséra Krzysztofa Krauze „Mój Nikifor“ s Krystynou Feldman v roli Nikifora.